# 別伊齊米夫卡
49°57′58″N 28°9′40″E / 49.96611°N 28.16111°E
別伊齊米夫卡（烏克蘭語：Бейзимівка），是烏克蘭北部的村莊，隸屬日托米爾州的日托米爾區。該村屬於捷捷列夫河的支流，面積3.84平方公里，海拔高度242米，2001年人口637。